# Cal Moreres
Cal Moreres era una masia del terme municipal d'Isona i Conca Dellà situada en el poble de Covet, de l'antic terme d'Isona. Actualment és desapareguda.
Està situada a ponent de Covet, a la dreta del riu de Conques, molt a prop del límit del terme. Queda també al sud-oest dels Masos de Sant Martí.